# Dioecesis Pontica

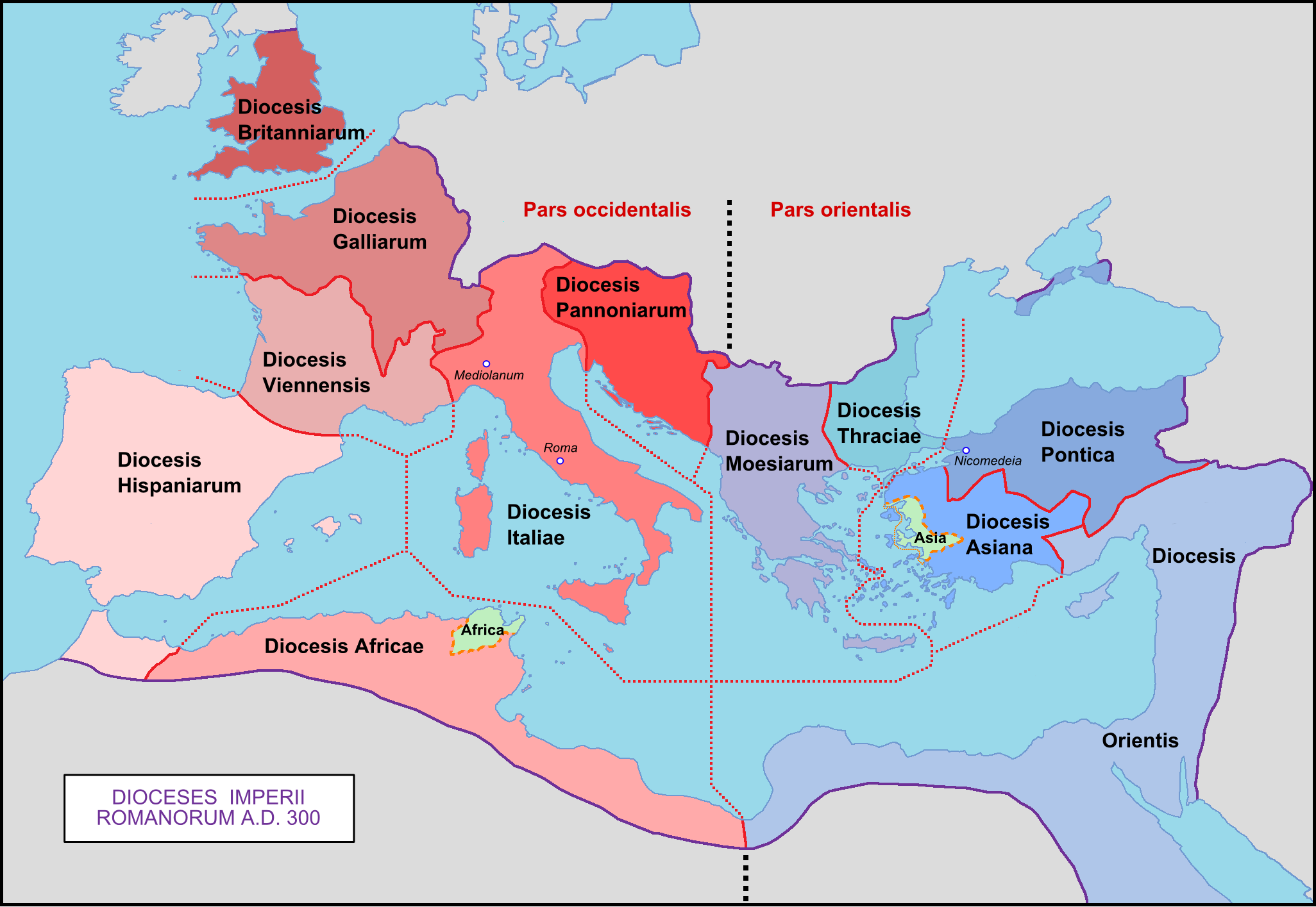
Die Diözesen von ca. 293 bis vor 337.

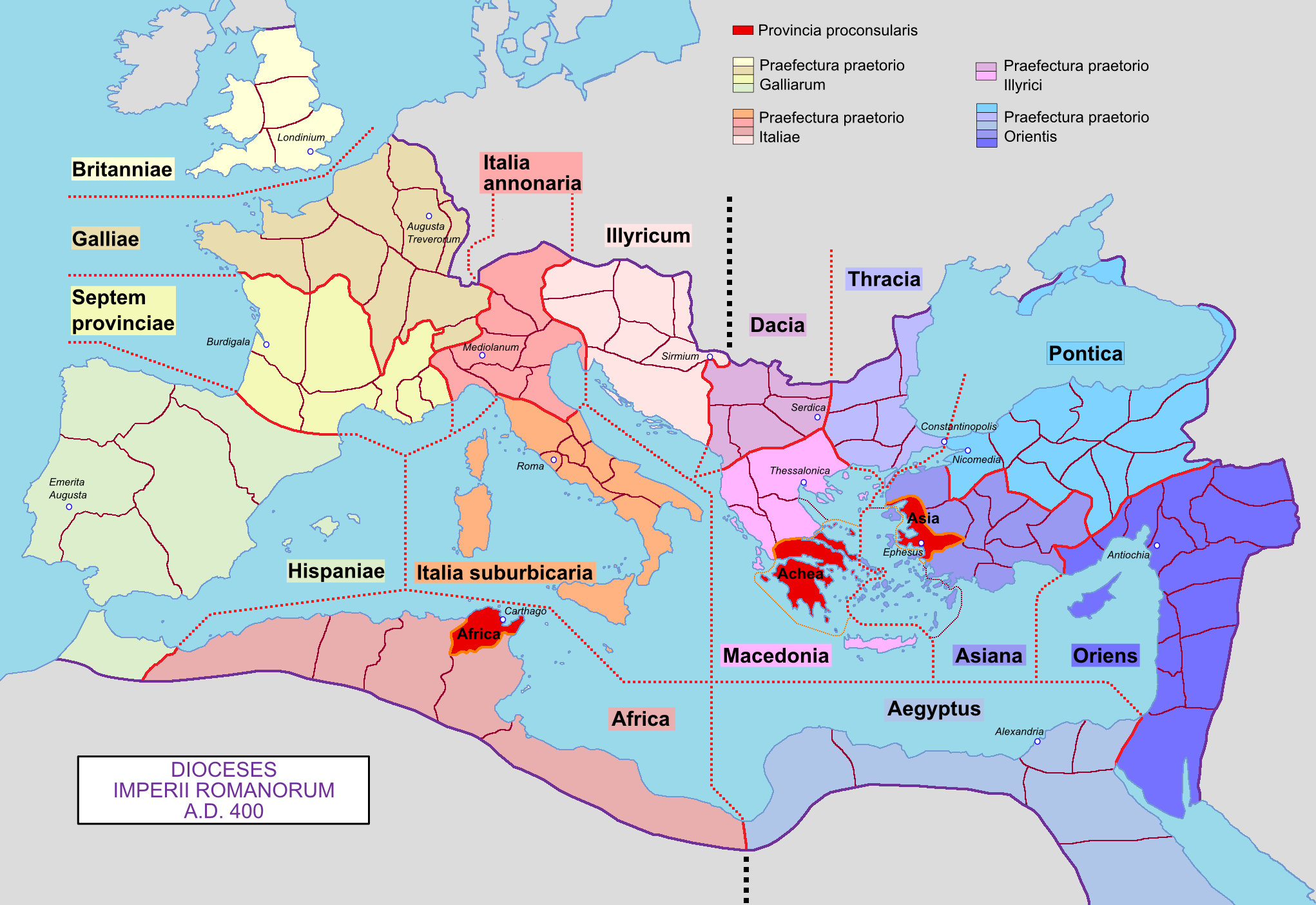
Die Diözesen um 400 n. Chr. (Spätantike)

Die Dioecesis Pontica (altgriechisch Διοίκησις Πόντου/Ποντικής Dioikesis Pontou/Pontikes) war eine spätantike Verwaltungseinheit (Dioecesis) des Römischen bzw. Oströmischen Reiches. Sie bestand von 314 bis 535 und von 548 bis in das 7. Jahrhundert. Hauptort war Amasia.

## Gebietsstruktur

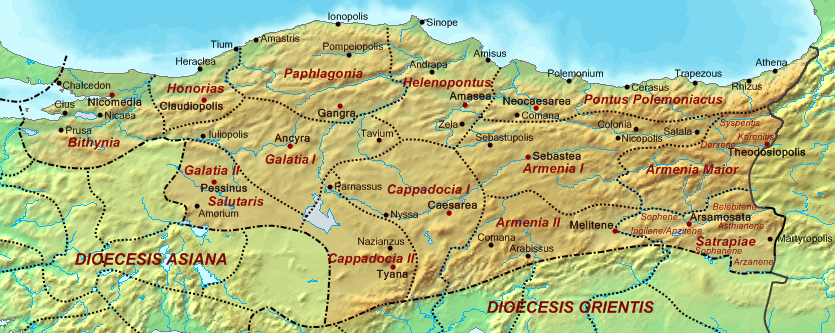
Die römische „Diözese Pontien“ (Dioecesis Pontica) um das Jahr 400

Die Dioecesis Pontica umfasste folgende 7 Provinzen:
- Bithynia
- Cappadocia
- Galatia
- Paphlagonia
- Diospontus
- Pontus Polemoniacus
- Armenia minor

## Geschichte
Das Römische Reich war zunächst in 46 Provinzen aufgeteilt, die von Diokletian im Wesentlichen durch Aufteilung um 300 nach Christus auf 101 Provinzen erhöht wurden, die wiederum in Diözesen zusammengefasst wurden. Der Leiter der Diözesen (und Provinzen) war der Vicarius, Stellvertreter des nach 312 aus dem militärischen Prätorianerpräfekten hervorgegangenen Zivilbeamten. Bereits bei der Reichsteilung 395 wurde die Struktur der Diözesen geändert in vier Präfekturen, 15 Diözesen und 119 Provinzen. Die spätantike Diözesanstruktur wurde erst angesichts der islamischen Expansion (ab 630) zugunsten der Themenverfassung aufgegeben.